# Jarosław z Płonkowa
Jarosław z Płonkowa – kasztelan słoński w latach 1292–1305, kasztelan bydgoski w latach 1305–1306.
Był przedstawicielem znaczącego na Kujawach rodu Pomianów. Pisał się z Płonkowa, wsi położonej między Inowrocławiem, a Gniewkowem, której był pierwszym znanym właścicielem. 
Nie wiadomo, kto był jego ojcem, natomiast dziadem był prawdopodobnie Rozdział – kasztelan inowrocławski (1268-1271). Jego synowcem był Jan z Płonkowa – kasztelan wyszogrodzki, wojewoda inowrocławski.
Jego synami byli: Jan - późniejszy kanonik włocławski i kruszwicki, Rozdział – włodarz inowrocławski, podsędek sieradzki (od 1336 r.), Tomasz - późniejszy sędzia gniewkowski (1338-1358).
W latach 1296–1300 jako kasztelan słoński występował w testacjach dokumentów książęcych dotyczących sprzedaży dóbr klasztorowi byszewskiemu przez miejscowe rycerstwo:
- dokument książąt Leszka i Przemysława z 2 lutego 1296 r.,
- dokument książąt Siemomysłowiców z 26 maja 1297 r.,

W 1305 r. awansował na kasztelanię bydgoską. Na dokumencie z 14 marca 1306 r. wystąpił jako kasztelan bydgoski na pierwszym miejscu, a po nim jego bratanek kasztelan wyszogrodzki Jan z Płonkowa.
Ostatni dokument z udziałem Jarosława pochodzi z 6 kwietnia 1315 r. Występuje w nim jako osoba prywatna. Po tej dacie nie ma już o nim żadnych informacji.